# 新ふるさと人と人
『新ふるさと人と人』（しんふるさとひととひと）は、石川テレビ放送（ITC）で2015年（平成27年）8月1日から2023年（令和5年）3月4日まで放送されていたドキュメンタリー番組である。

## 概要
日本の放送局では初めて4Kカメラで収録した映像を使用したレギュラー番組であり、1979年（昭和54年）4月1日から10年間放送されてきた『ふるさと人と人』の復活版としても位置付けられている。
石川県内の伝統工芸、芸能、食、技術、祭り、人々の暮らしなどの原風景を4Kカメラで撮影。最新の技術で描き出す映像美を通して、故郷を見つめ直すという内容である。
2022年4月から第1土曜日の月一回放送となり、その他の週は「石川さん情報ライブ　リフレッシュ」内のコーナー「ゆるゆるさんぽ」の再放送「ゆるゆるさんぽ土曜も」が放送されている。2023年3月で番組は終了し、その後はすべての週で「ゆるゆるさんぽ土曜も」が放送されている。
本来、この時間帯はフジテレビ系列では「SHIONOGI MUSIC FAIR」の放送時間帯であるが、石川テレビはスポンサーの推薦と承認が得られておらず、スポンサードネットの対象から漏れたままであり、必然的にローカル番組などで穴埋めせざるを得ず、自主編成を行っている。